# FC St. Gallen
FC St. Gallen 1879 (nemško: Fussballclub St. Gallen 1879) je švicarski nogometni klub iz mesta St. Gallen. Ustanovljen je bil 19. aprila 1879 in trenutno igra v 1. švicarski nogometni ligi.
Z domačih tekmovanj ima St. Gallen 2 naslova državnega prvaka (1903/04, 1999/2000), 1 naslov državnih pokalnih prvakov (1969) in 3 naslove državnih pokalnih podprvakov (1945, 1977, 1998), 1 naslov prvaka (1978) in 1 naslov podprvaka (1982) državnega ligaškega pokala ter 2 naslova prvaka Lige švicarskega izziva (2009, 2012). Z evropskih tekmovanj pa je najvidnejši uspeh St. Gallna uvrstitev v skupinski del Evropske lige v sezoni 2013/14, kjer je v skupini s špansko Valencio, valižanskim Swansea Cityjem in ruskim Kuban Krasnodarjem osvojil 4. mesto (2 zmagi, 4 porazi).
Domači stadion St. Gallna je kybunpark, ki sprejme 19.694 gledalcev. Barvi dresov sta bela in zelena. Nadimek nogometašev je Espen.